# Dénes pápa
Szent Dénes vagy görögösen Dionüsziosz (latinul: Dionysius), (? – 268. december 26.) a 25. pápa a keresztény világ élén 259. július 22-től haláláig. Több értelemben is újító egyházfőként vonult be a történelembe.

## Élete
Mint azt a neve is mutatja, valószínűleg az ókori Görögországból származott. 259. július 22-én választották Róma püspökévé. A hosszú trónüresedést Valerianus császár keresztényellenes törvényei okozták. Amikor véget ért az üldözések legnagyobb hulláma, csak akkor tudtak összeülni a püspökök Rómában. A megválasztott új pápának mindenképpen erőskezűnek és rátermettnek kellett lennie, hiszen az üldöztetések teljesen szétzilálták az egyházi rendet, és újra kellett szervezni azt.
A nehéz feladatot Dionüsziosz kapta, aki nyomban hozzá is látott a romba dőlt egyház újraépítéséhez. Az egyre távolodó alexandriai püspöktől megkövetelte, hogy írjon értelmezéseket a pápa vitairataihoz, doktrináihoz.
Nagy összegű segítséget kellett nyújtania Kappadókia püspökeinek, hogy a barbár gótok támadása után a lerombolt templomokat újjáépítsék, és a váltságdíjakat kifizessék a foglyul ejtett keresztényekért. Kitartó munkájával lassan rendet teremtett a keresztény világban, de a békét még nem sikerült elérnie az udvarnál. A birodalom élére hamarosan Gallienus császár állt, akiben új lehetőségeket látott Dionüsziosz. Taktikus politikájával sikerült elérnie, hogy a császár kiadja tolerancia-ediktumát, ezzel írásban is garantálva a békét a keresztényeknek. 
Dionüsziosz volt az első pápa, aki nem vértanúként halt meg. 268. december 26-án békés környezetben rendezett egyházat hagyott maga után. Halála után szentté avatták, ünnepét december 26-án tartják.

## Művei
- Documenta Catholica Omnia (latin nyelven). (Hozzáférés: 2011. december 6.)

## Lásd még
- Pápa
- Római pápák listája
- Római pápák listája grafikusan

| Előző pápa: II. Szixtusz | Római pápa 259 – 268 | Következő pápa: I. Félix |